# Route départementale 37 (Yvelines)
Pour les articles homonymes, voir Route départementale 37.
La route départementale 37 ou D37, est un axe nord-sud secondaire du nord-est du département des Yvelines.

## Itinéraire
Dans le sens nord-sud, les communes traversées sont :
- Moisson ;
- Freneuse ;
- Bonnières-sur-Seine ;
- Lommoye.